# 宮英子
宮 英子（みや　ひでこ、1917年2月23日-2015年6月26日）は、日本の歌人。夫は宮柊二。別名・滝口英子（1953年 - 1986年）。

## 来歴
富山県富山市出身。旧姓・瀧口。実家は代々医家であった。美術評論家・詩人の瀧口修造の従妹にあたる。
東京女子高等師範学校（現・お茶の水女子大学）卒。尾上柴舟に学ぶ。1937年（昭和12年）、歌誌「多磨」に入会し、北原白秋に師事。同門の宮柊二と結婚し、1953年に「コスモス」創刊に参加。1970年、第一歌集『婦負野』で第16回日本歌人クラブ推薦歌集（現・日本歌人クラブ賞）受賞。1986年の柊二没後、後を継いで「コスモス」発行人となった。2005年『西域更紗』で第20回詩歌文学館賞受賞。2008年、宮中歌会始で召人を務めた。2013年『青銀色』で第36回現代短歌大賞受賞。

## 著書
- 『婦負野 滝口英子歌集』白玉書房 コスモス叢書 1969
- 『葱嶺の雁 瀧口英子歌集』石川書房 コスモス叢書 1983
  - 『新輯葱嶺の雁 宮英子歌集』短歌新聞社 新現代歌人叢書 2008
- 『花まゐらせむ 宮英子歌集』短歌新聞社 現代短歌全集 1988
- 『ゑそらごと 宮英子歌集』石川書房 コスモス叢書 1991
- 『雁信片々』本阿弥書店 コスモス叢書 1992
- 『幕間(アントラクト)  宮英子歌集』石川書房 コスモス叢書 1995
- 『天蒼々 宮英子歌集』短歌新聞社 現代女流短歌全集 1997
- 『海嶺 宮英子歌集』短歌研究社 コスモス叢書 1999
- 『アラベスク 宮英子歌集』柊書房 コスモス叢書 2002
- 『西域更紗 宮英子歌集』柊書房 コスモス叢書 2004
- 『葉薊館雑記』柊書房 コスモス叢書 2005
- 『やがての秋 宮英子歌集』角川短歌叢書 2007
- 『青銀色 (あをみづがね) 宮英子歌集』短歌研究社 コスモス叢書 2012

### 編纂
- 『恒河沙 宮柊二歌集』編 石川書房 コスモス叢書 1998
- 『宮柊二青春日記』編 本阿弥書店 1992
- 『宮柊二歌集』高野公彦共編 岩波文庫 1993